# Kevin Moran (piłkarz)
Kevin Bernard Moran (ur. 29 kwietnia 1956 w Dublinie) – irlandzki piłkarz grający na pozycji środkowego obrońcy.

## Kariera klubowa
Karierę sportową Moran rozpoczynał jako gracz futbolu gaelickiego, jednego z narodowych sportów Irlandii. W latach 1975–1977 występował w drużynie Dublin GAA. W 1976 i 1977 roku wywalczył z nim mistrzostwo Irlandii.
W 1976 roku Moran rozpoczął jednocześnie karierę piłkarską i był zawodnikiem amatorskiego zespołu Pegasus Dublin. Tam został zauważony przez scouta Manchesteru United, Billy’ego Behana i polecony menedżerowi tego klubu, Dave’owi Sextonowi. W lutym 1978 przeszedł do tego klubu, ale w pierwszym zespole zadebiutował dopiero 30 kwietnia 1979 roku w zremisowanym 1:1 wyjazdowym meczu z Southampton F.C. W sezonie 1978/1979 zaliczył 9 spotkań w Division One i zdobył pierwszą bramkę w profesjonalnym futbolu, w meczu z Norwich City, wygranym przez „Czerwone Diabły” 5:0. W 1980 roku osiągnął z Manchesterem swój pierwszy sukces, gdy został wicemistrzem Anglii. W tamtym sezonie był już podstawowym zawodnikiem United. W 1981 roku po zakończeniu sezonu 1980/1981 zwolniony został menedżer Dave Sexton, a w jego miejsce zatrudniono Rona Atkinsona. W 1983 roku Manchester zdobył Puchar Anglii, dzięki zwycięstwu w finałowym dwumeczu z Brighton & Hove Albion (4:0, 2:2). Od tego czasu Moran był tylko rezerwowym w drużynie z Old Trafford. W sezonie 1983/1984 dotarł z United do półfinału Pucharu Zdobywców Pucharów, w którym Anglicy odpadli po dwumeczu z Juventusem. W 1985 roku Irlandczyk wystąpił w finale Pucharu Anglii z Evertonem (1:0), jednak stał się pierwszym zawodnikiem w historii tych rozgrywek, który w finałowym meczu dostał czerwoną kartkę. W 1986 roku Kevin ponownie grał w wyjściowej jedenastce „Red Devils”, prowadzonym wówczas przez sir Alexa Fergusona. W 1988 roku zdecydował się odejść z klubu, dla którego rozegrał 231 meczów ligowych i zdobył 21 goli.
Latem 1988 roku Moran przeszedł na zasadzie wolnego transferu do hiszpańskiego Sportingu Gijón. W Primera División zadebiutował 4 września w wygranym 1:0 wyjazdowym spotkaniu z Realem Betis. W 1989 roku zajął ze Sportingiem 13. miejsce w La Liga, ale w rundzie jesiennej sezonu 1989/1990 stracił miejsce w składzie i rozegrał tylko 6 spotkań w lidze.
W styczniu 1990 roku Moran wrócił do Anglii i został zawodnikiem grającego w Division Two, Blackburn Rovers. 27 stycznia rozegrał dla Rovers swój pierwszy mecz, wygrany 3:0 z drużyną Stoke City. W Blackburn zaczął występować w pierwszym składzie, a w 1992 roku wywalczył awans do nowo powstałej Premiership. W 1993 roku pomógł klubowi w zajęciu 4. miejsca w lidze, a w 1994 roku w wywalczeniu wicemistrzostwa Anglii. Po zakończeniu sezonu 1993/1994 zdecydował się zakończyć piłkarską karierę, a w barwach Rovers wystąpił 147 razy i strzelił 10 bramek.
| Sezon   | Klub              | Kraj      | Rozgrywki        | Mecze | Bramki |
| ------- | ----------------- | --------- | ---------------- | ----- | ------ |
| 1977/78 | Manchester United | Anglia    | Division One     | 0     | 0      |
| 1978/79 | Manchester United | Anglia    | Division One     | 9     | 1      |
| 1979/80 | Manchester United | Anglia    | Division One     | 32    | 0      |
| 1980/81 | Manchester United | Anglia    | Division One     | 30    | 7      |
| 1981/82 | Manchester United | Anglia    | Division One     | 29    | 2      |
| 1982/83 | Manchester United | Anglia    | Division One     | 38    | 7      |
| 1983/84 | Manchester United | Anglia    | Division One     | 19    | 4      |
| 1984/85 | Manchester United | Anglia    | Division One     | 19    | 0      |
| 1985/86 | Manchester United | Anglia    | Division One     | 21    | 0      |
| 1986/87 | Manchester United | Anglia    | Division One     | 33    | 0      |
| 1987/88 | Manchester United | Anglia    | Division One     | 21    | 0      |
| 1988/89 | Sporting Gijón    | Hiszpania | Primera División | 27    | 0      |
| 1989/90 | Sporting Gijón    | Hiszpania | Primera División | 6     | 0      |
| 1989/90 | Blackburn Rovers  | Anglia    | Division Two     | 19    | 2      |
| 1990/91 | Blackburn Rovers  | Anglia    | Division Two     | 32    | 1      |
| 1991/92 | Blackburn Rovers  | Anglia    | Division Two     | 41    | 2      |
| 1992/93 | Blackburn Rovers  | Anglia    | Premiership      | 36    | 4      |
| 1993/94 | Blackburn Rovers  | Anglia    | Premiership      | 19    | 1      |

## Kariera reprezentacyjna
W reprezentacji Irlandii Moran zadebiutował 30 kwietnia 1980 roku w wygranym 2:0 towarzyskim spotkaniu ze Szwajcarią. W 1988 roku został powołany przez selekcjonera Jacka Charltona na Euro 88. Tam był podstawowym zawodnikiem i wystąpił we wszystkich trzech spotkaniach grupowych: z Anglią (1:0), ze Związkiem Radzieckim (1:1) i z Holandią (0:1). Natomiast w 1990 roku występował w pierwszym składzie Irlandczyków na Mistrzostwach Świata we Włoszech. Na boiskach Włoch zagrał w pięciu spotkaniach: grupowych z Anglią (1:1), z Egiptem (0:0) i Holandią (1:1), a także w 1/8 finału z Rumunią (0:0, karne 5:4) i ćwierćfinale z Włochami (0:1). Na swój ostatni mundial Kevin pojechał w 1994 roku. Jednak na turnieju w USA nie rozegrał żadnego spotkania. Następnie zakończył karierę, a w kadrze narodowej rozegrał łącznie 71 meczów i zdobył 6 goli.